# Regeringen Hans Enoksen I
Regeringen Hans Enoksen I var Grønlands regering fra 14. december 2002 til 20. januar 2003. Regeringen var en flertalsregering med 7 landsstyremedlemmer heraf 4 medlemmer fra Siumut og 3 medlemmer fra Inuit Ataqatigiit (IA).

## Regeringsdannelse
Siumut gik tilbage ved landstingsvalget 3. december 2002 men var stadig det største parti. Formanden for Siumut, Hans Enoksen, fik 2807 personlige stemmer hvilket var næsten fire gange så mange som den siddende landsstyreformand Jonathan Motzfeldt, Siumut fik med 709 personlige stemmer. Kort efter valget indledte Hans Enoksen forhandlinger med de øvrige partier om at danne et nyt landsstyre. 8. december indgik Siumut en koalitionsaftale med Inuit Ataqatigiit som gav 4 landsstyremedlemmer til Siumut, herunder landsstyreformandsposten til Hans Enoksen, og 3 landsstyremedlemmer til IA. Aftalen indebar arbejde for øget selvstyre og grønlandisering, herunder styrkelse af det grønlandske sprog, samt styrkelse af yderdistrikter og bygder med bedre indkomstmuligheder for fangere.

## Regeringen
Landsstyret bestod af disse medlemmer:
| Ressortområde                                        | Minister | Minister            | Tiltrådt posten   | Forlod posten   | Parti             |
| ---------------------------------------------------- | -------- | ------------------- | ----------------- | --------------- | ----------------- |
| Landsstyreformand                                    |          | Hans Enoksen        | 14. december 2002 | 20. januar 2003 | Siumut            |
| Landsstyremedlem for Finanser og Udenrigsanliggender |          | Josef Motzfeldt     | 14. december 2002 | 20. januar 2003 | Inuit Ataqatigiit |
| Landsstyremedlem for Erhverv og Råstoffer            |          | Mikael Petersen     | 14. december 2002 | 20. januar 2003 | Siumut            |
| Landsstyremedlem for Fiskeri, Fangst og Landbrug     |          | Simon Olsen         | 14. december 2002 | 20. januar 2003 | Siumut            |
| Landsstyremedlem for Infrastruktur, Miljø og Boliger |          | Johan Lund Olsen    | 14. december 2002 | 20. januar 2003 | Inuit Ataqatigiit |
| Landsstyremedlem for Uddannelse                      |          | Ruth Heilmann       | 14. december 2002 | 20. januar 2003 | Siumut            |
| Landsstyremedlem for Familie og Sundhed              |          | Asii Chemnitz Narup | 14. december 2002 | 20. januar 2003 | Inuit Ataqatigiit |